# Berthold Karwahne

Berthold Karwahne

Berthold Karwahne (* 3. Oktober 1887 in Koberwitz; † 14. November 1957 in Krainhagen) war ein deutscher Politiker (KPD, NSDAP).

## Leben
Karwahne war der einzige Sohn eines Schlossers. Er lernte den väterlichen Beruf in einem Kleinbetrieb in Hannover und arbeitete dort als Geselle, bis er 1907 zum Militärdienst eingezogen wurde. Nach dem Ende des Dienstes arbeitete er ab September 1909 als Hilfsmonteur und ab 1912 als Monteur bei der Gasanstalt. Im Ersten Weltkrieg meldete er sich freiwillig und war bis Kriegsende im Fronteinsatz, zuletzt als Sanitätssergant. 1919 kehrte er als Obermonteur zu den Gaswerken zurück, wo er bis 1926 arbeitete. Dann wurde er als Installationsmeister im Werkmeisterbüro der städtischen Betriebe und dort im Folgejahr Angestellter.

## Politik
Karwahne gehörte Mitte der 1920er Jahre zunächst der USPD und dann der KPD an, welche er in der Stadtverordnetenversammlung Hannovers vertrat. Bei den parteiinternen Auseinandersetzungen gehörte er zur „ultralinken“ Gruppe um Iwan Katz und wurde nach der versuchten Besetzung des Redaktionsgebäudes des KPD-Organs Niedersächsische Arbeiterzeitung am 11. Januar 1926 aus der Partei ausgeschlossen. Mit der Gruppe um Katz schloss Karwahne sich mit der AAUE um Franz Pfemfert im November 1926 zum Spartakusbund linkskommunistischer Organisationen zusammen, welchen er jedoch schon zwei Monate später verließ.
Zum 17. Oktober 1927 trat Karwahne der NSDAP bei (Mitgliedsnummer 70.644), für die er von 1930 bis 1945 als Abgeordneter im Reichstag saß. Er wurde der wichtigste Vertreter der NSBO in der Provinz Hannover und gehörte dem Provinziallandtag der Provinz Hannover 1929 bis 1932 für den Wahlbezirk Nienburg-Hoya und 1933 für den Wahlbezirk Hannover-Stadt an.
Nach der Machtergreifung seiner Partei 1933 war er darüber hinaus in der Verwaltung enteigneten Gewerkschaftsbesitzes und als Funktionär der Deutschen Arbeitsfront tätig. Im Reichstagsbrandsprozess belastete er den Angeklagten Ernst Torgler schwer. Die erwiesenermaßen falschen Aussagen wurden aber im Urteil nicht berücksichtigt. Anfang 1936 wurde er besoldeter Ratsherr in Hannover ernannt. Seit 1938 leitete er das Personal-, Besoldungs- und Sozialbüro der Stadt.
Im Entnazifizierungsverfahren wurde er 1949 in die Gruppe III (Bewährungsgruppe der Minderbelasteten) bei Beschlagnahmung seines Vermögens eingestuft.